# Октавія Спенсер
Окта́вія Лено́ра Спе́нсер (англ. Octavia Lenora Spencer; нар. 25 травня 1970) — американська акторка, відома за роллю у фільмі 2011 року «Прислуга», за яку отримала премії «Оскар», «Золотий глобус» і BAFTA.

## Життя і кар'єра
Октавія Спенсер народилася в Монтґомері, штат Алабама. Вона є шостою з семи дітей. Спенсер закінчила Auburn University зі ступенем бакалавра в галузі гуманітарних наук.
Спенсер почала кар'єру з малих ролей в кіно і на телебаченні. Її дебют на екрані відбувся в 1996 році з незначною роллю у фільмі «Час вбивати». Пізніше вона з'явилася в декількох десятках фільмів і телесеріалів, виконуючи незначні ролі другого плану. Вона з'явилася в епізодах таких серіалів як «Поліція Нью-Йорка», «Швидка допомога», «Журнал мод», «Медіум», «CSI: Місце злочину», «Теорія великого вибуху», «Чарівники з Вейверлі Плейс», «Адвокатська практика», «Погануля» та багатьох інших. Вона домоглася успіху як комедійна акторка. У 2009 році Entertainment Weekly включив її в список «25 найсмішніших акторок Голлівуду».
У 2011 році вона виконала одну з головних ролей у кінофільмі «Прислуга», за яку отримала хороші відгуки від критиків, а також кілька нагород і номінацій, в тому числі стала лауреаткою премій «Оскар», «Золотий глобус» і BAFTA.

## Фільмографія
- 1996 — Час вбивати
- 1999 — Хрещений Ланскі
- 1999 — Бути Джоном Малковичем
- 2000 — Дім великої матусі
- 2001 — Малкольм у центрі уваги
- 2002 — Людина-павук
- 2003 — Білявка в законі 2
- 2003 — Поганий Санта
- 2005 — Салон краси
- 2006 — Пульс
- 2007 — Дев'ятки
- 2007 — Теорія великого вибуху
- 2008 — Сім душ
- 2009 — Чарівники з Вейверлі Плейс
- 2009 — Затягни мене до пекла — співробітник банку
- 2009 — Хелловін 2
- 2009 — Клуб ляльок
- 2009 — Поцілуночок
- 2011 — Прислуга
- 2013 — «Станція Фрутвейл» / (Fruitvale Station) — Ванда Джонсон
- 2013 — 30 потрясінь
- 2013 — Снігобур
- 2015 — Батьки та дочки
- 2015 — Інсургент
- 2016 — Аллегіант
- 2017 — Приховані фігури
- 2017 — Форма води
- 2017 — Обдарована
- 2017 — Хатина / The Shack
- 2018 — Родина за хвилину
- 2019 — Ма
- 2020 — Уперед
- 2020 — Відьми
- 2021 — «Громові сили» / (Thunder Force) — Емілі Стентон
- 2022 — Дух Різдва / (Spirited) — Кімберлі